# Колодна Альда Іванівна
Колодна Альда Іванівна(1938, Косівський повіт, Станиславівське воєводство, Польська Республіка—1987, Київ, УРСР)— українська філософка, кандидат філософських наук (1967). Дослідниця творчості Олександра Потебні, перекладачка його праць.

## Життєпис
Наприкінці 1950-х років студентка відділення філософії історико-філософського ф-ту Київського державного університету ім. Т. Г. Шевченка.
Похована у Броварах.

### Родина
Дружина українського вченого Анатолія Колодного.

## Наукова діяльність
- Иваньо И. В., Колодная А. И. Эстетическая концепция А. Потебни / Иван Васильевич Иваньо, Альда Ивановна Колодная // Потебня А. А. Эстетика и поэтика. Ред. коллегия: М. Ф. Овсянников (пред.) и др. Сост., вступит. статья и примеч. И. В. Иваньо и А. И. Колодной.— М.: Искусство, 1976.— С. 9-31.
- Колодна А. І. Атеїстичні погляди О. О. Потебні / А. І. Колодна, А. М. Колодний // Філос. думка. 1985. № 6. С. 89–100.
- Колодна А. І. Деякі питання методології історії філософії і особливості дослідження філософських основ наукової спадщини О. О. Потебні // З історії філософії на Україні: Матеріали респ. наук. конф. К., 1967. С. 99–106.
- Колодна А. І. О. О. Потебня і Г. С. Сковорода / А. І. Колодна, А. М. Колодний // Сковорода Григорій: Дослідження, розвідки, матеріали. К., 1992. С. 215—222.
- Колодна А. І. О. О. Потебня про суспільний прогрес і роль народних мас в історії // Вісн. Київ. ун-ту. Сер. сусп. наук. 1965. № 6.

С. 120—126.
- Колодна А. І. Проблема походження та генезису религійних вірувань у науковій спапдщині О. О. Потебні / А. І. Колодна, А. М. Колодний // Питання атеїзму: Соціологія религії. К., 1972. Вип. 8. С.137–145.
- Колодная А. И. Атеистические взгляды А. А. Потебни // Тез. докл. XXI науч. сессии Черновиц. ун-та. Секция обществ. наук. Черновцы, 1965. С. 116—120.
- Колодная А. И. Мировоззрение А. А. Потебни и некоторые философские вопросы его лингвистической концепции: Автореф. дис. … канд. филос. наук. Львов, 1967. 20 с.
- Колодная А. И. А. А. Потебня о некоторых особенностях развития языка // Тез. докл. XXII науч. сессии Черновиц. ун-та. Секция обществ. наук. Черновцы, 1966. С. 161—165.
- Колодная А. И. А. А. Потебня о соотношении логики и грамматики // Тез. докл. XXII науч. сессии Черновиц. ун-та. Секция обществ. наук. Черновцы, 1966. С. 166—170.
- Колодная А. И. Философская концепция А. А. Потебни // Тез. докл. XXI науч. сессии Черновиц. ун-та. Секция обществ. наук. Черновцы, 1963. С. 112—116.
- Колодная А. И. Элементы диалектики в лингвистической концепции А. А. Потебни // Тези доп. XXI наук. сесії Чернівец. ун-ту. Секція філол. наук. Чернівці, 1965. С. 174—178.